# 林培雄
林培雄（？—），男，中国共产党党员，中华人民共和国军事人物，中国人民解放军少将。
曾担任过第14集团军副政委，第41集团军副政委，四川省军区政治部副主任，西部战区政治工作部副主任。